# 에갈리아
에갈리아(스웨덴어: Egalia)는 스웨덴의 수도 스톡홀름의 쇠데르말름 자치구에 위치한 유치원이다. 스웨덴의 모든 유치원처럼 에갈리아는 지방 자치체에서 자금을 지원받는다. 로타 라잘린이 에갈리아를 총괄하며 후원한다. 유치원은 2010년에 개교했으며 1살부터 6살까지의 아이들을 돌본다.

## 배경 지식
에갈리아는 니콜라이가르덴(Nicolaigarden)의 분파이며 115명의 학생이 있는 유치원이다. 2010년에 니콜라이가르덴에서 온 3명의 교사가 더 큰 학교의 성공을 바탕으로 에갈리아를 개교했다.
소설 이갈리아의 딸들에서 이름을 따온 것으로 보인다.

## 성별 대명사에 대한 정책
이 유치원은 "그"와 "그녀"라는 용어의 사용을 거부하고 대신 서로 "친구"라고 부르거나 성중립적 대명사 hen을 사용하도록 격려함으로써 주목을 받았다. 스웨덴어에서 han은 그를, hon은 그녀를 의미한다. 성중립적 대명사의 발상은 핀란드어에서 왔다. 스웨덴의 인구의 5% 정도가 핀란드어 화자이다. 핀란드어는 문법적으로 성별을 일절 구분하지 않기 때문에, 대명사를 통해 성별을 표현할 방법이, 필요가 없다. 핀란드인들은 예전부터 성중립적인 인칭대명사 hän을 사용한다.
유치원은 성을 구분하는 역할과 의미가 등장하는 책을 사용하지 않는다. 유치원에서 교육적 목적으로 사용되는 거의 모든 책들이 게이 커플, 편부모나 입양아를 다룬다.